# Werdau
Werdau är en stad i det tyska distriktet Zwickau som tillhör förbundslandet Sachsen.
Orten ligger vid norra gränsen av bergsområdet Erzgebirge och genomflyttas av floden Pleiße. Större städer i närheten är Zwickau (8 km avstånd), Gera (26 km) och Chemnitz (39 km).

## Historia
I området som under tidig medeltid utgjorde en flodslätt skedde större strider mellan slaver och germaner. Under Karl den store och Henrik I av Sachsen fick germanerna övertag och grundar här samhället Werde. Enligt olika berättelser fick den stadsrättigheter 1298 men den första urkunden finns först från 1304. Redan under 1300-talet etablerade sig flera väverier i staden som under 1800-talet växte fram till en större textilindustri. Werdau drabbades av två stora bränder, 1670 och 1756. Läget vid den för textiltransporter kända vägen Reichenbach – Altenburg – Leipzig gynnade staden som i början av 1800-talet hade omkring 3 500 invånare.
Under andra världskrigets slutskede förstördes flera byggnader av amerikanska bomber. Werdau blev även intagen av amerikanska enheter men hamnade senare i den sovjetiska ockupationszonen. Under den östtyska tiden byggdes huvudsakligen hus för att motverka den allmänna lägenhetsbristen. Känd blev även en dom från 1951 mot en grupp ungdomar som hade protesterat mot det socialistiska statspartiet. De dömdes till fängelse mellan 2 och 15 år.
Efter Tysklands återförening stängdes många textilfabriker. Därför är arbetslösheten hög och flera invånare har flyttat till väst.

## Vänorter
- Tyskland Röthenbach an der Pegnitz
- Tyskland Kempen